# التحالف التقدمي
التحالف التقدمي (بالإنجليزية: Progressive Alliance)‏ هو منظمة سياسية دولية من الأحزاب السياسية الديمقراطية والتقدمية والمنظمات التي تأسست في 22 مايو 2013 في لايبزيغ، ألمانيا. التحالف التقدمي يضم 140 مشاركا من جميع أنحاء العالم.